# Saint-Rémy-l'Honoré
Saint-Rémy-l'Honoré é uma comuna francesa na região administrativa da Île-de-France, no departamento de Yvelines. A comuna possui 1299 habitantes segundo o censo de 1999.